# Franc Roddam
Francis George "Franc" Roddam (* 29. dubna 1946) je britský filmový režisér, podnikatel, scenárista, televizní producent a vydavatel. V současné době žije v Londýně se svojí manželkou Leilaou Ansari a jejich synem Zanem. Z předchozích manželství má šest dalších dětí.

## Filmografie

### Filmy
- Quadrophenia — režisér/spoluscenárista
- The Lords of Discipline — režisér
- The Bride — režisér
- Aria — režisér (více režisérů)
- War Party — režisér
- K2 — režisér

### Televize
- MasterChef — tvůrce formátu, výkonný producent
- Auf Wiedersehen, Pet — tvůrce formátu, výkonný producent
- The Canterbury Tales — tvůrce formátu, výkonný producent
- Cleopatra — režisér (2 x 90minut)
- Moby Dick — režisér (2 x 90minut)
- The Crow Road — výkonný producent
- An Ungentlemanly Act — výkonný producent
- Harry — tvůrce formátu, výkonný producent
- Making Out — tvůrce formátu
- Dummy — režisér/producent
- The Family — spolurežisér
- Mini — režisér
- The Fight — režisér

### Reklamy
- Shell
- The Observer
- Campbell Soups
- BP
- COI – Aids Campaign